# Les Grades et les Hommes
Pour plus de détails, voir Fiche technique et Distribution.
Les Grades et les Hommes (en russe : Чины и люди, Chiny i lyudi) est un film soviétique réalisé par Yakov Protazanov en 1929.

## Synopsis
En exergue, une citation de Tchekov donne le ton : « La Russie est pays de bureaucrates ».
Le film comprend trois parties :
1. La Croix de sainte Anne (actrice Maria Srelkova)
2. La Mort d'un fonctionnaire
3. Le Caméléon

## Fiche technique
- Titre : Les Grades et les Hommes
- Réalisation : Yakov Protazanov
- Scénario : Yakov Protazanov, d'après trois nouvelles d'Anton Tchekov[2]
- Consultant littéraire : Youri Sobolev
- Décors : V. Egorov
- Photographie : K. Kouznetsov (opérateur)
- Montage : Yakov Protazanov
- Production : Mejrapomfilm
- Pays d'origine : URSS
- Format : Noir et Blanc - Film muet
- Durée : 65 minutes
- Date de sortie : 1929

## Distribution
- Ivan Moskvine : Otchoumelov/Tcherviakov
- Mikhaïl Tarkhanov (ru) : Modeste Alekseïevitch
- Maria Strelkova (ru) : Anna Petrovna
- Vladimir Popov : Khrioukine
- Andreï Petrovski (ru) : le gouverneur
- Viktor Stanitsyne : Artynov
- Vladimir Erchov (ru) : Bryzgalov
- Nikolaï Chtcherbakov : Piotr Leontievitch
- Daniïl Vvedenski : Eldyrine